# Coldeportes Bicicletas Strongman
A Coldeportes Bicicletas Strongman (Código UCI: CBS) é uma equipa ciclista colombiana de categoria Continental a partir da temporada de 2016. A equipa iniciou-se em 2015 como um projeto de ciclismo amador com ciclistas sub-23 com o objectivo de apoiar o ciclismo jovem de Cundinamarca e participar em diferentes carreiras a nível nacional.

## Material ciclista
A equipa utiliza bicicletas da marca Wilier, componentes Campagnolo, capacetes Kask, selins Astute e sapatilhas "Sidi".

## Classificações UCI
As classificações da equipa e de sua ciclista mais destacado são as seguintes:

### UCI America Tour
| Temporada | Classificação por equipas | Melhor corredor  | Posição |
| 2016      | 10º                       | Jonathan Caicedo | 12º     |
| 2017      | 23º                       | Aristóbulo Cala  | 76º     |
| 2018      | 22º                       | Óscar Quiroz     | 57º     |
| 2019      |                           |                  |         |

### UCI Europe Tour
| Temporada | Classificação por equipas | Melhor corredor    | Posição |
| 2018      | 112º                      | Jonathan Cañaveral | 829º    |
| 2019      |                           |                    |         |

## Palmarés
Para anos anteriores veja-se: Palmarés da Coldeportes Bicicletas Strongman.

### Palmarés de 2019

#### Circuitos Continentais UCI
| Datas | Circuito | Carreiras | Ganhador |
|       |          |           |          |

#### Campeonatos nacionais
| Datas          | Carreiras                         | Ganhador     |
| 3 de fevereiro | Campeonato da Colômbia em Estrada | Óscar Quiroz |

## Plantel
Para anos anteriores, veja-se Elencos da Coldeportes Bicicletas Strongman

### Elenco de 2019
| Integrantes da equipe 2019 | Integrantes da equipe 2019 | Integrantes da equipe 2019                        | Integrantes da equipe 2019 |
| Ciclista                   | Data de nascimento         | Equipe anterior                                   |                            |
| -------------------------- | -------------------------- | ------------------------------------------------- | -------------------------- |
| Aristóbulo Cala            | 13 maio 1990               |                                                   |                            |
| Jonathan Cañaveral         | 2 novembro 1996            |                                                   |                            |
| Diego Cano                 | 3 fevereiro 1994           |                                                   |                            |
| Eduardo Estrada            | 25 janeiro 1995            | Medellín-Inder (2017)                             |                            |
| Steven Gonzalez Girón      | 13 dezembro 1995           |                                                   |                            |
| Brayan Hernández           | 11 março 1997              | Aguardiente Antioqueño-Lotería de Medellín (2017) |                            |
| Diego Alejandro Jaramillo  | 3 setembro 1999            | Coldeportes-Zenú (2018)                           |                            |
| Johan Moreno Ramirez       | 1 abril 1998               | Orgullo Paisa (2019)                              |                            |
| William Muñoz              | 17 janeiro 1994            |                                                   |                            |
| Victor Alejandro Ocampo    | 19 junho 1999              | Bairrada Cycling Team (2017)                      |                            |
| Frank Osorio               | 28 agosto 1988             | GW Shimano (2017)                                 |                            |
| Andrés Camilo Pedroza      | 20 março 1996              |                                                   |                            |
| Jesús David Peña           | 8 maio 2000                |                                                   |                            |
| Jéferson Pérez             | 11 julho 1993              |                                                   |                            |
| Óscar Quiroz               | 3 julho 1994               | Burgos-BH (2017)                                  |                            |
| Wildy Sandoval             | 13 janeiro 1995            | GW Shimano (2016)                                 |                            |
|                            |                            |                                                   |                            |
| Fonte: ProCyclingStats     |                            |                                                   |                            |